# McIntyre (Georgia)
McIntyre – miasto w Stanach Zjednoczonych, w stanie Georgia, w hrabstwie Wilkinson.